# 南田みどり
南田 みどり（みなみだ みどり、1948年〈昭和23年〉 - ）は、日本のビルマ文学者。大阪大学名誉教授。専門は現代ビルマ文学。
ビルマ名は「マ・パンケッ」（花の枝）。

## 略歴
兵庫県生まれ。1976年に大阪外国語大学大学院南アジア語学修了。同大学教授をへて現職。現代ビルマ文学の研究を通して、ビルマ女性文学や、文学と社会の関係、文学における日本占領時期のビルマの描写などについて研究を行う。
日本で翻訳した短編集はビルマ語版がミャンマーでも出版され、『ジャスミンはいかが 日本で翻訳されたビルマ短編小説集』（2004年）と『小説にあらず 日本で翻訳されたビルマ短編小説集』（2006年）の2冊がある。2017年10月20日、テインペーミンの小説『ビルマ1946 独立前夜の物語』の翻訳で、日本翻訳家協会の翻訳特別賞を受賞した。

## 主な著書

### 共著
- 『東南アジア文学への招待』（宇戸清治, 川口健一編、押川典昭, 宇戸清治, 川口健一, 森山幹弘, 舛谷鋭, 幸節みゆきと共著、段々社） 2001年
- 『変動の東アジア社会』（北原淳, 東アジア地域研究会編、青木書店） 2002年

## 翻訳
- 『路上にたたずみむせび泣く』（マウン・ターニャ、井村文化事業社） 1982年
- 『剣の山を越え火の海を渡る』（ミャタンティン、井村文化事業社） 1983年
- 『十二のルビー - ビルマ女性作家選』（共訳、段々社） 1989年
- 『東より日出ずるが如く』全3巻（テインペーミン、井村文化事業社） 1988年 - 1989年
- 『ミャンマー現代短編集 1』（大同生命国際文化基金） 1995年

1983年から1991年に発表された作品を収録。
- 『ミャンマー現代短編集 2』（大同生命国際文化基金） 1998年

1988年から1996年に発表された作品を収録。
- 『ミャンマー現代女性短編集』（大同生命国際文化基金） 2001年

1985年から1999年に発表された作品を収録。
- 『テインペーミン短編集』（テインペーミン、大同生命国際文化基金） 2010年
- 『21世紀ミャンマー作品集』（大同生命国際文化基金） 2015年

2002年から2014年に発表された短編小説と、2008年から2014年に発表された詩を収録。
- 『ビルマ1946 - 独立前夜の物語』（テインペーミン、段々社） 2016年